# Casa di Anson Spencer
La Casa di Anson Spencer (in inglese: Anson Spencer House) è una storica residenza della città di Ithaca nello Stato di New York.

## Storia
La casa venne costruita da Anson Spencer nel 1869 sul lato opposto della strada rispetto alla sua precedente residenza. Alla sua morte, sopraggiunta nel 1876, la casa rimase abitata dalla vedova Spencer e dalle loro figlie ben oltre il 1900.
L'edificio ha lo status di proprietà contributiva all'interno del distretto storico di East Hill da quando questo venne istituito nel 1986.

## Descrizione
La casa è situata al 426 di East Buffalo Street nel quartiere di East Hill, a poca distanza dal centro di Ithaca.
L'edificio, sviluppato su due livelli principali, presenta uno stile italianeggiante, come testimonia l'estensivo utilizzo di mensole a modiglione sotto gli sporgenti cornicioni e le più piccole coppie di mensole che sostengono gli architravi delle finestre. Altrettanto tipica è la torretta in cui culmina la copertura a padiglione della casa. L'ingresso è decorato con archi a tutto sesto inscritti tra le colonne che compongono il porticato. Gli archi sono altresì presenti nelle finestre della torretta e nella aperture della porta d'ingresso, i cui pannelli in legno sono ornati da sinuose forme floreali.

## Galleria d'immagini

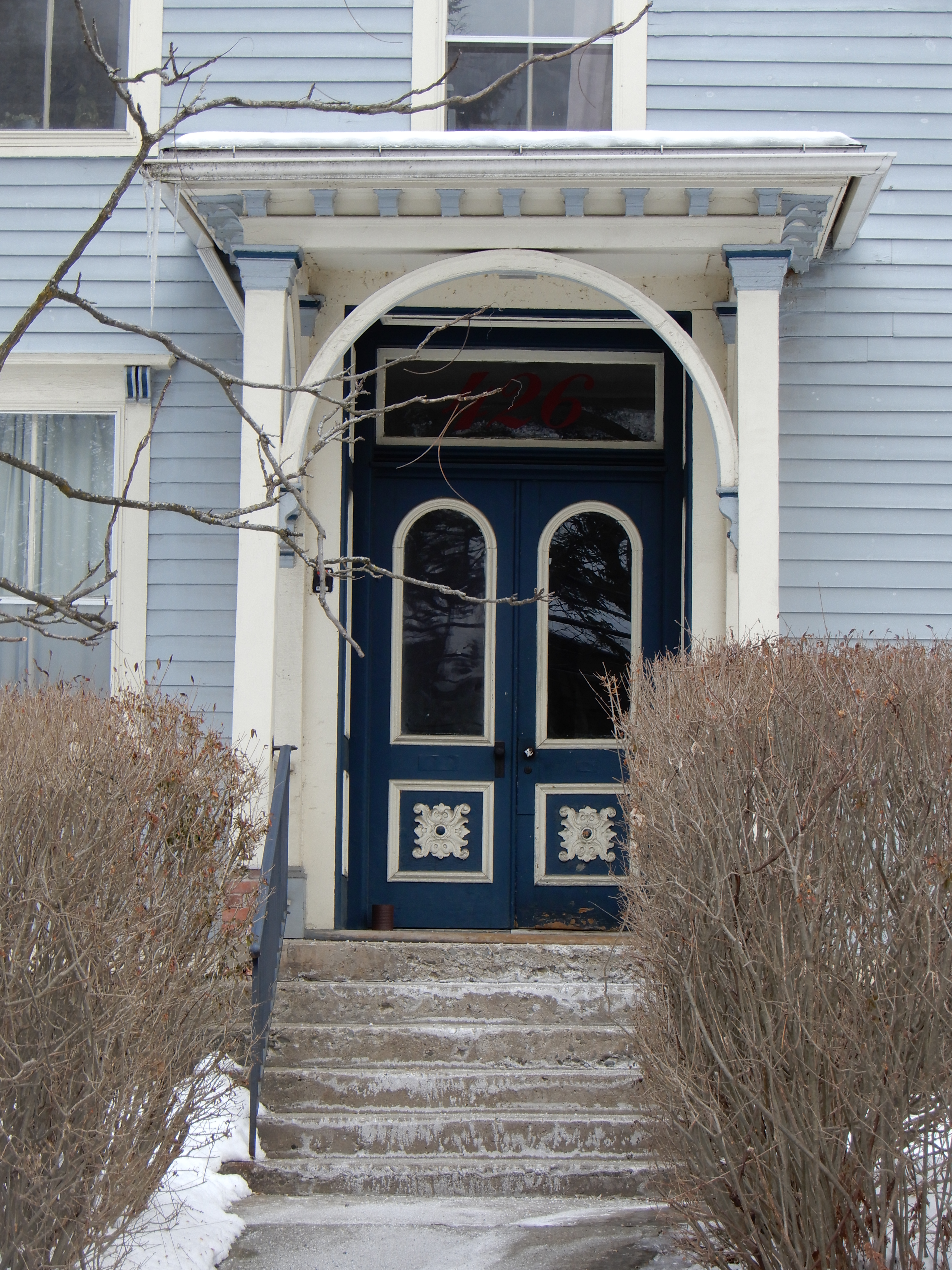
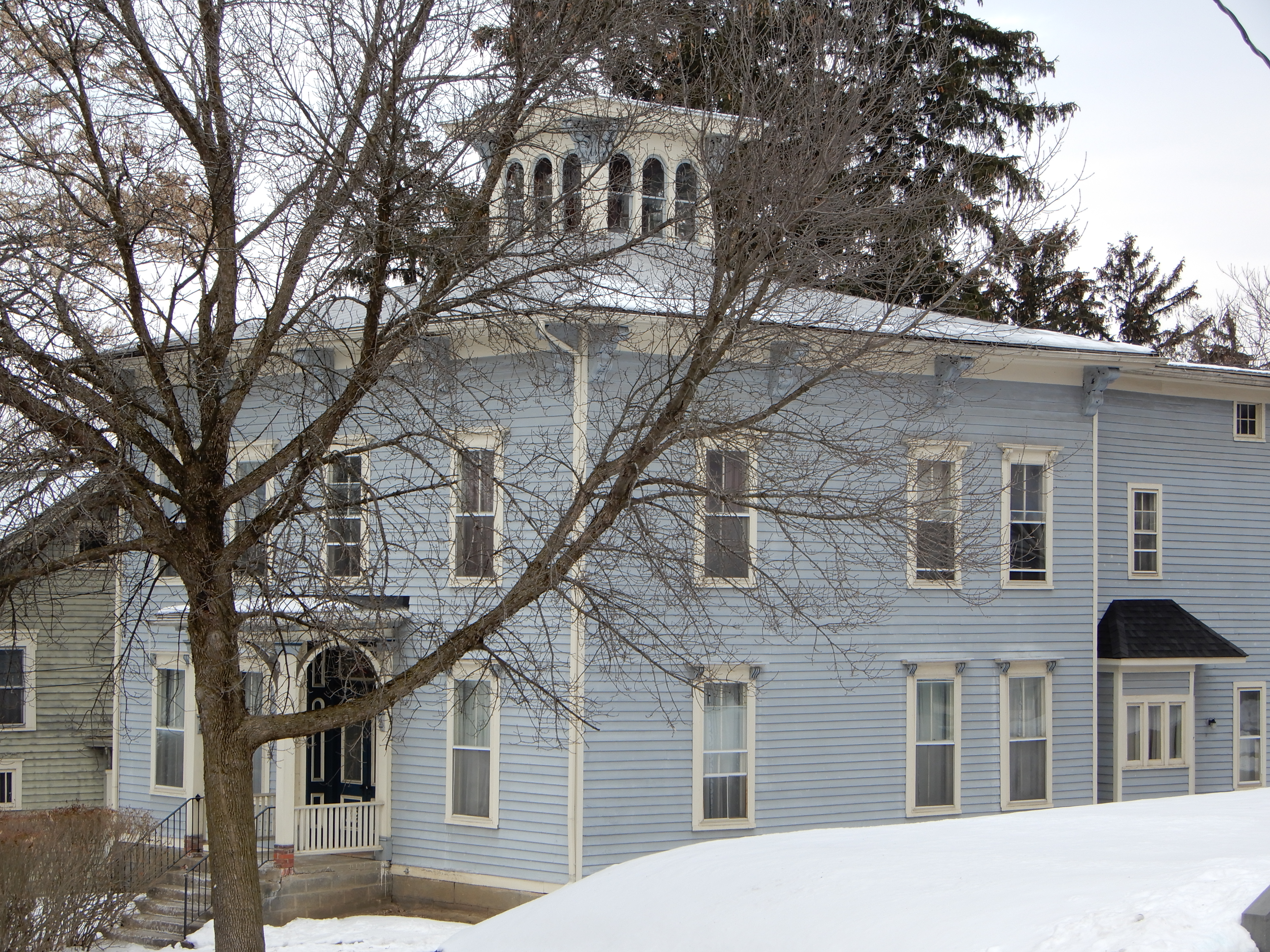
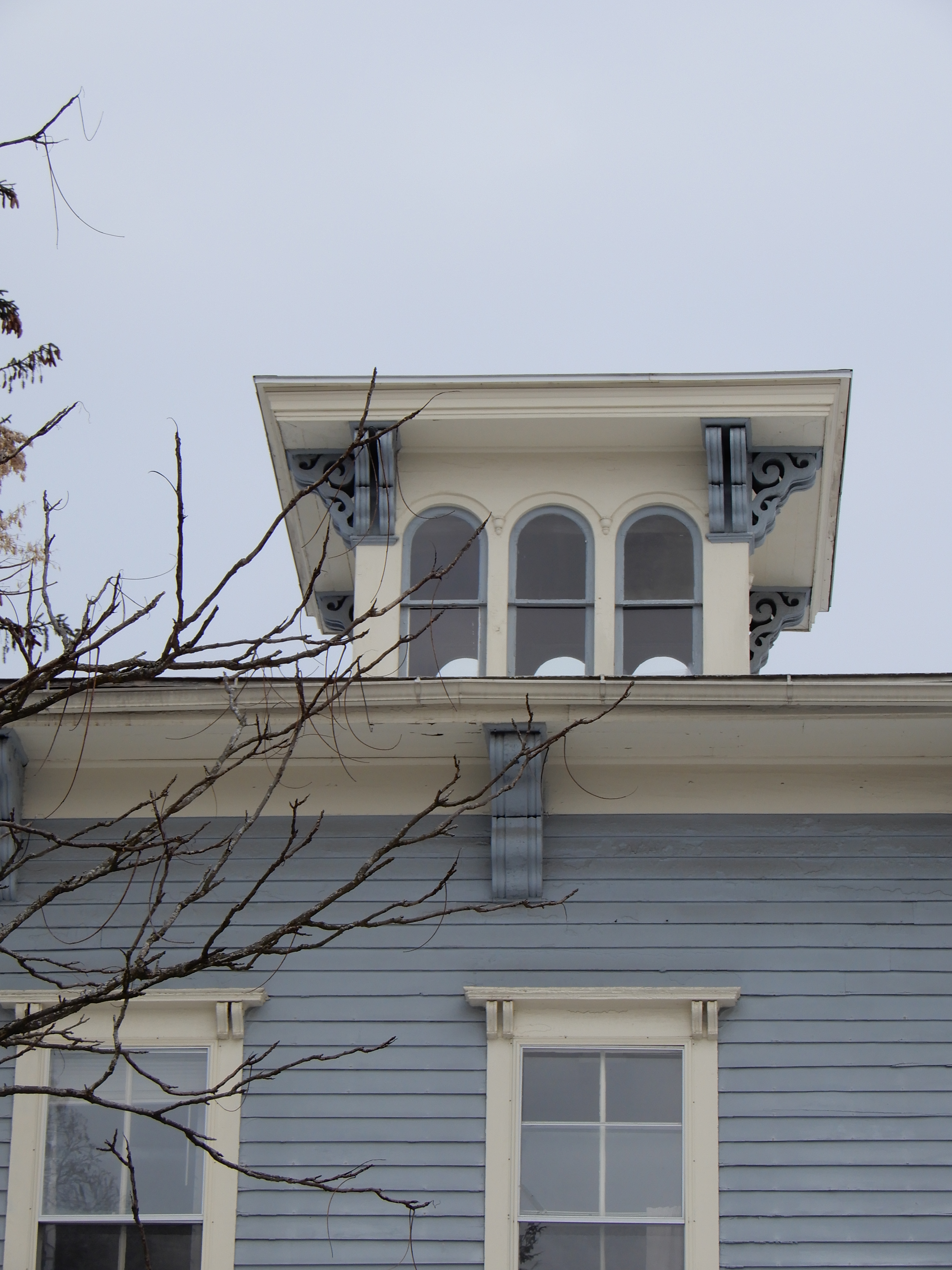